# Pohoy
Pohoy (Pooy, Posoy, Pojoi, Posoye) /Značenje nepoznato,/ pleme američkih Indijanaca s obale južno od zaljeva Tampa na Floridi. Pohoyi se klasificiraju bivšoj porodici Timuquanan, odnosno grupi Taino Arawaka. Populacija im je 1680. iznosila oko 300. Prema Swantonu Pohoyi, ili dio njih bili su o prošlosti spominjani kao Oçita ili Ucita ('provincija'), u vrijeme kada je 1539. na obali Floride pristao Hernando de Soto. Biskup Calderon 1675. spominje rijeku Pojoy. Negdje 1726. oko dvadeset pripadnika smješteno je na misiju Santa Fe, oko 9 liga južnije od St. Augustine, ali su se dvije godine kasnije vratili u svoj stari kraj. Kasnija sudbina nije im poznata.

## Vanjske poveznice
- Pohoy  Arhivirana inačica izvorne stranice od 11. rujna 2015. (Wayback Machine)
- Who Were the Tocobago Indians?  Arhivirana inačica izvorne stranice od 1. siječnja 2006. (Wayback Machine)